# Roti (pão)

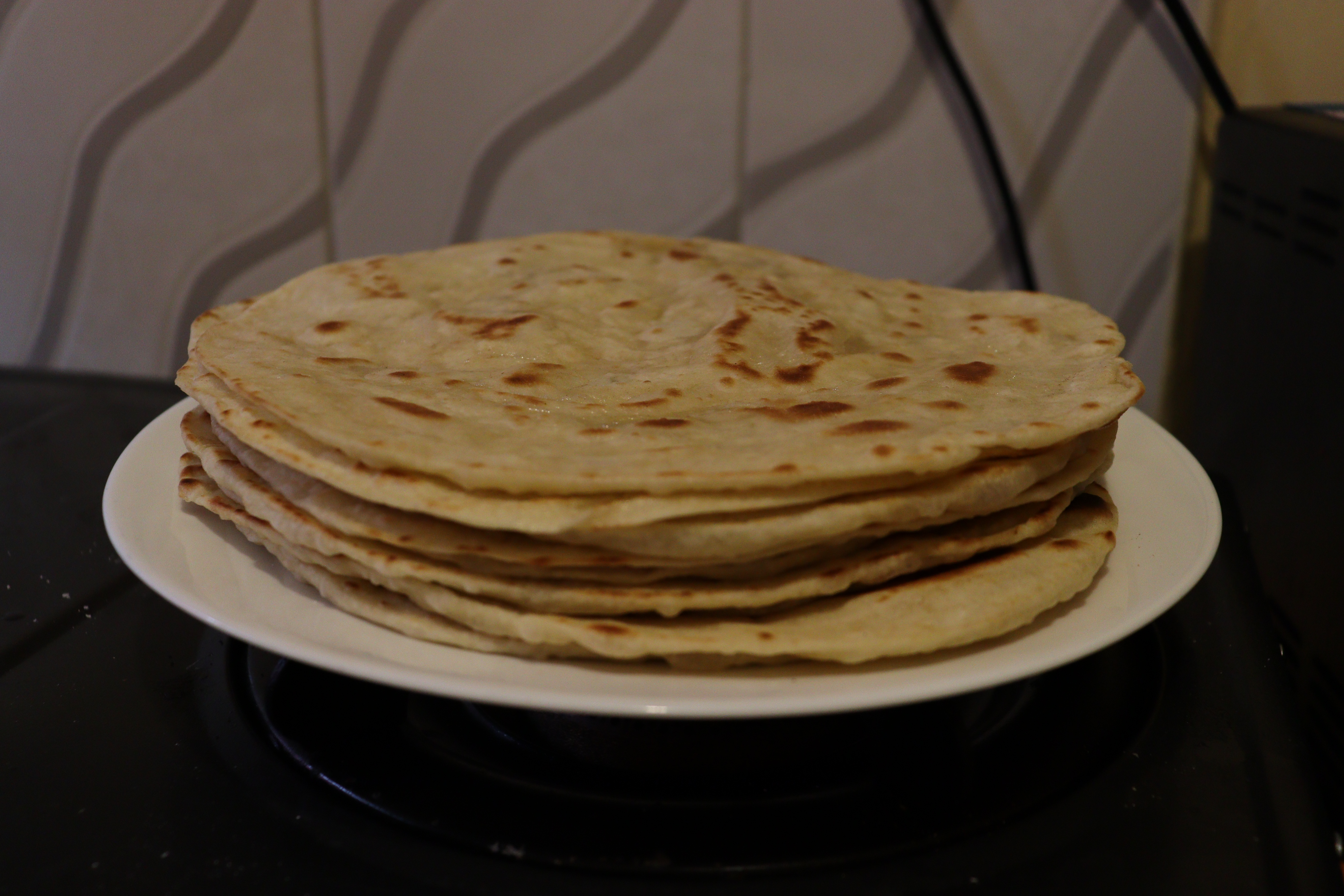
Roti

Roti (ou rotli no Gujarate) é um tipo de apa, ou seja, um pão achatado, feito sem levedura, típica do sul da Índia e países vizinhos, principalmente Maldivas e Sri Lanka. Tradicionalmente feito com farinha de trigo integral (moída à mão numa pedra) misturada com água e, em algumas receitas, óleo ou ghee  até formar uma massa que se possa tender em rodelas finas, que são semiassadas numa chapa ou frigideira, para terminarem a cozedura em chama viva; são macias, podendo ser usadas para fazer sanduíches, ou para acompanhar uma refeição.
Em muitas fontes, roti é sinónimo de chapati, ou seja, a apa normal, enquanto noutras é uma designação geral para os diferentes tipos de pão achatado.
Este pão é popular noutras regiões onde existe uma população significativa de origem indiana, como na África do Sul, em especial, Durbain[carece de fontes?] e no Suriname e Guiana.

## Variantes

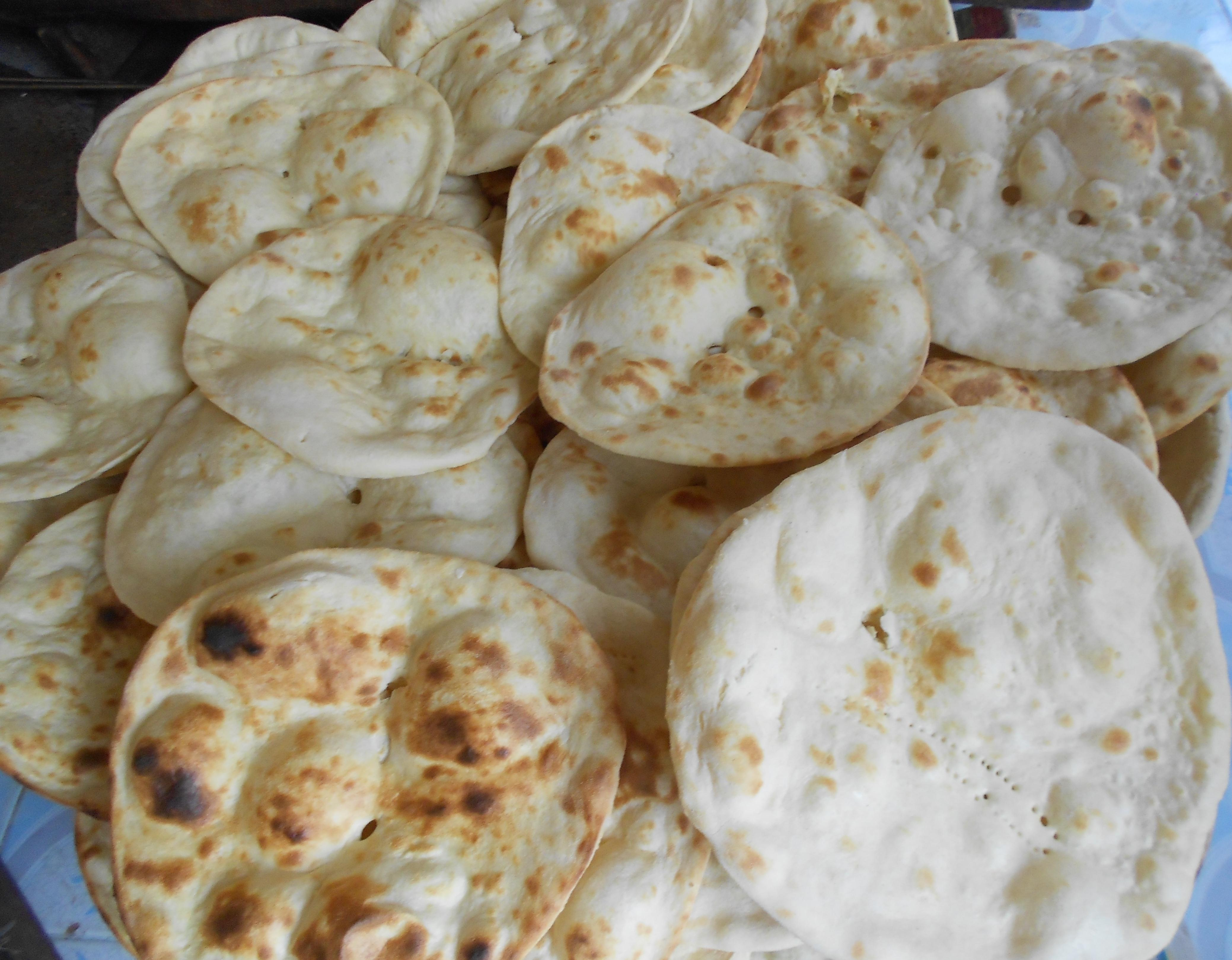
Roti no subcontinente indiano
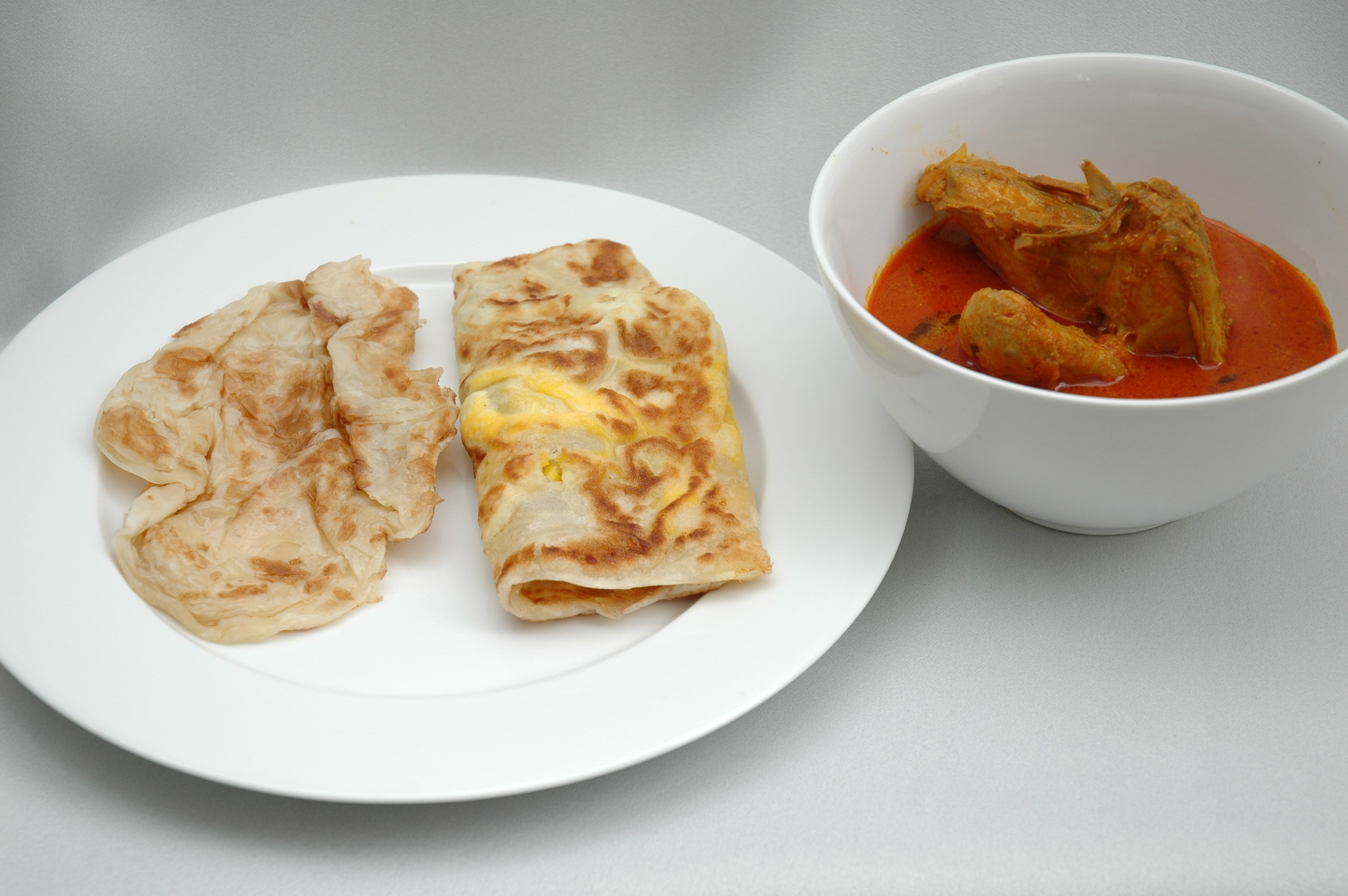
Roti (porotta) estilo Ceilão/Kerala servido com curry
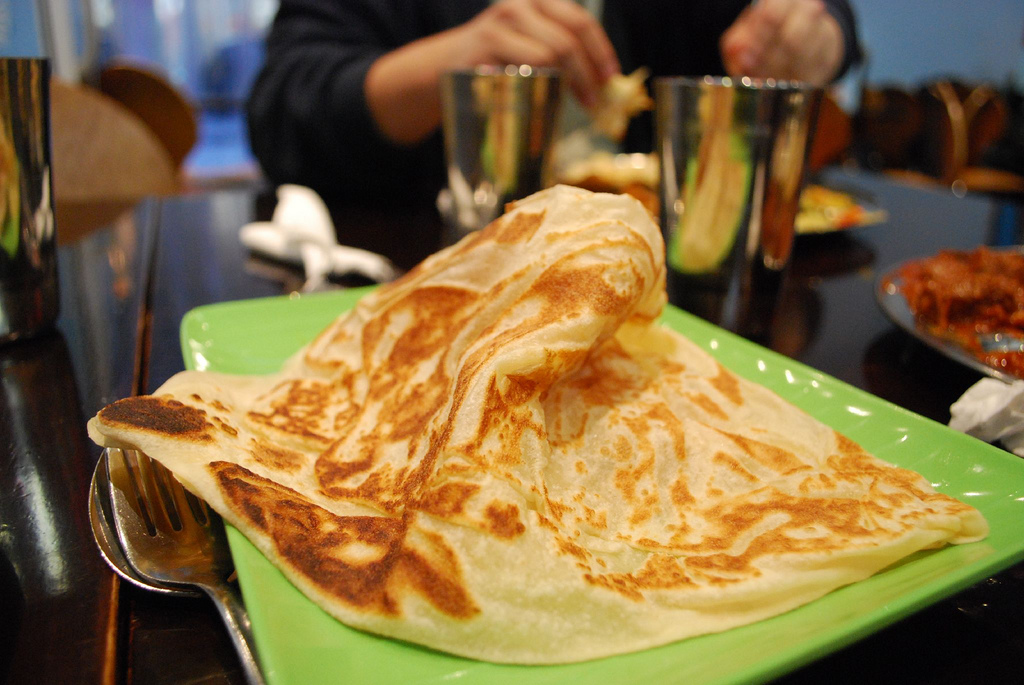
roti paratha simples
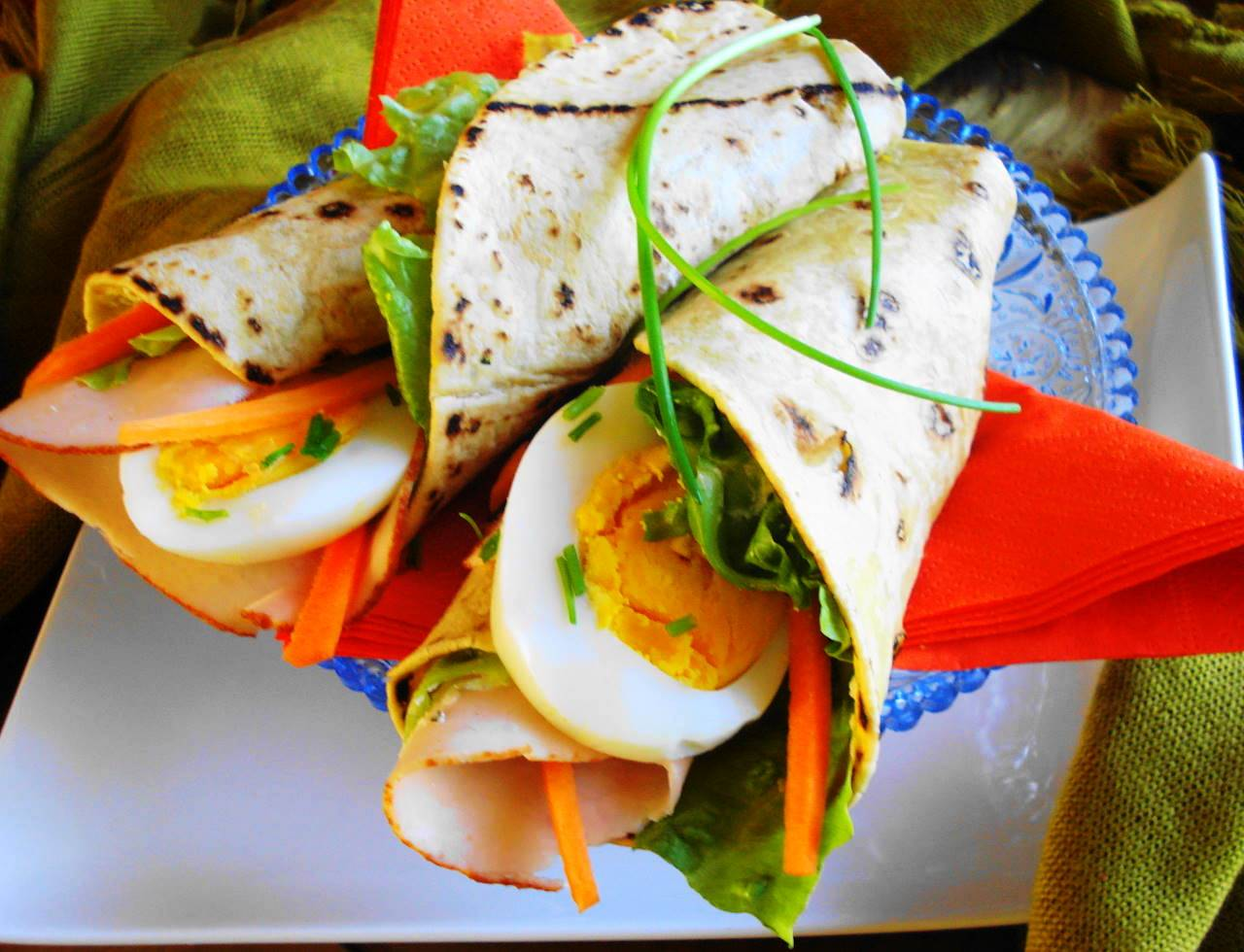
Um roti wrap com ovo cozido e frango defumado na Holanda
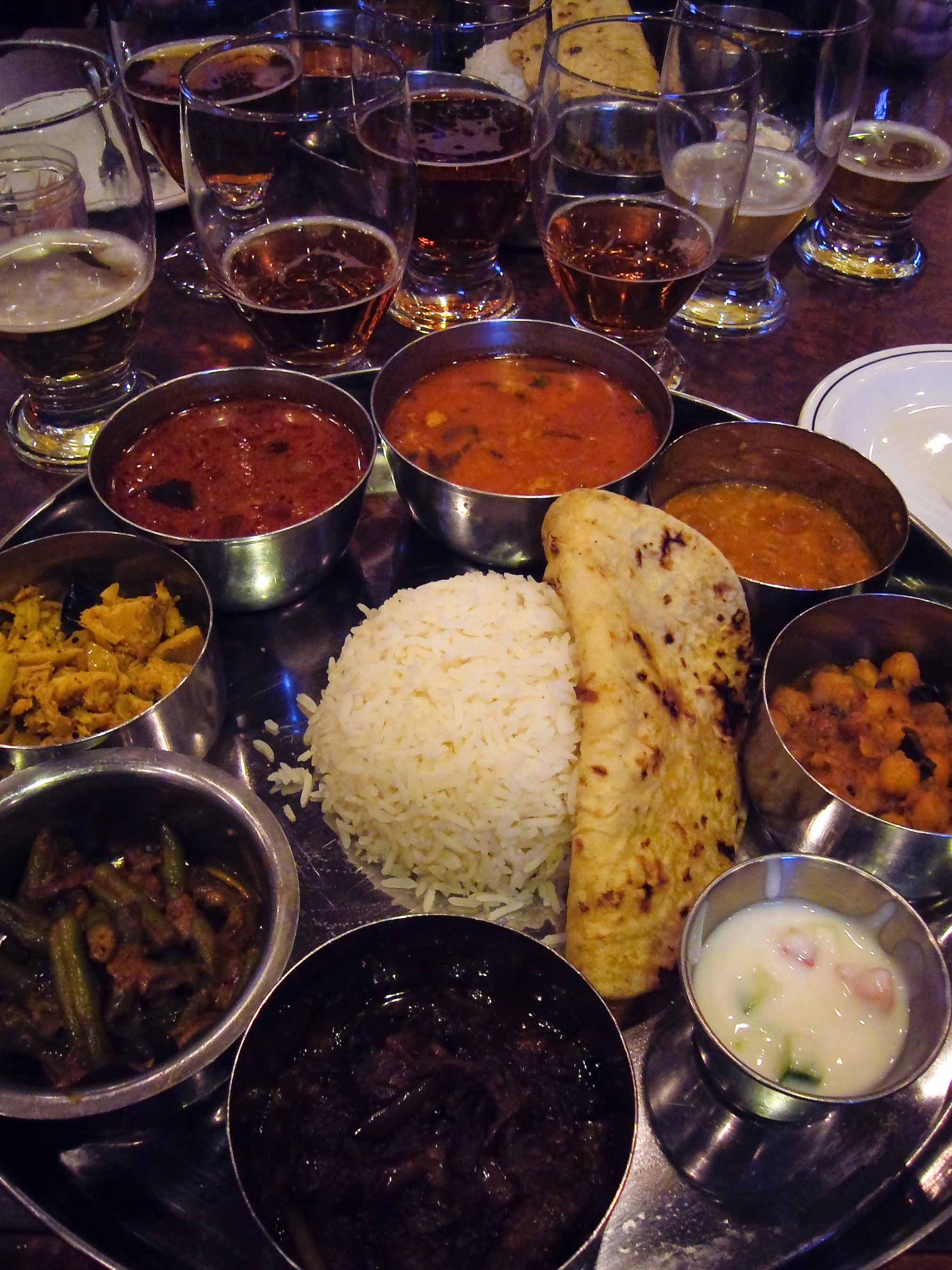
Thali indiano com chapati
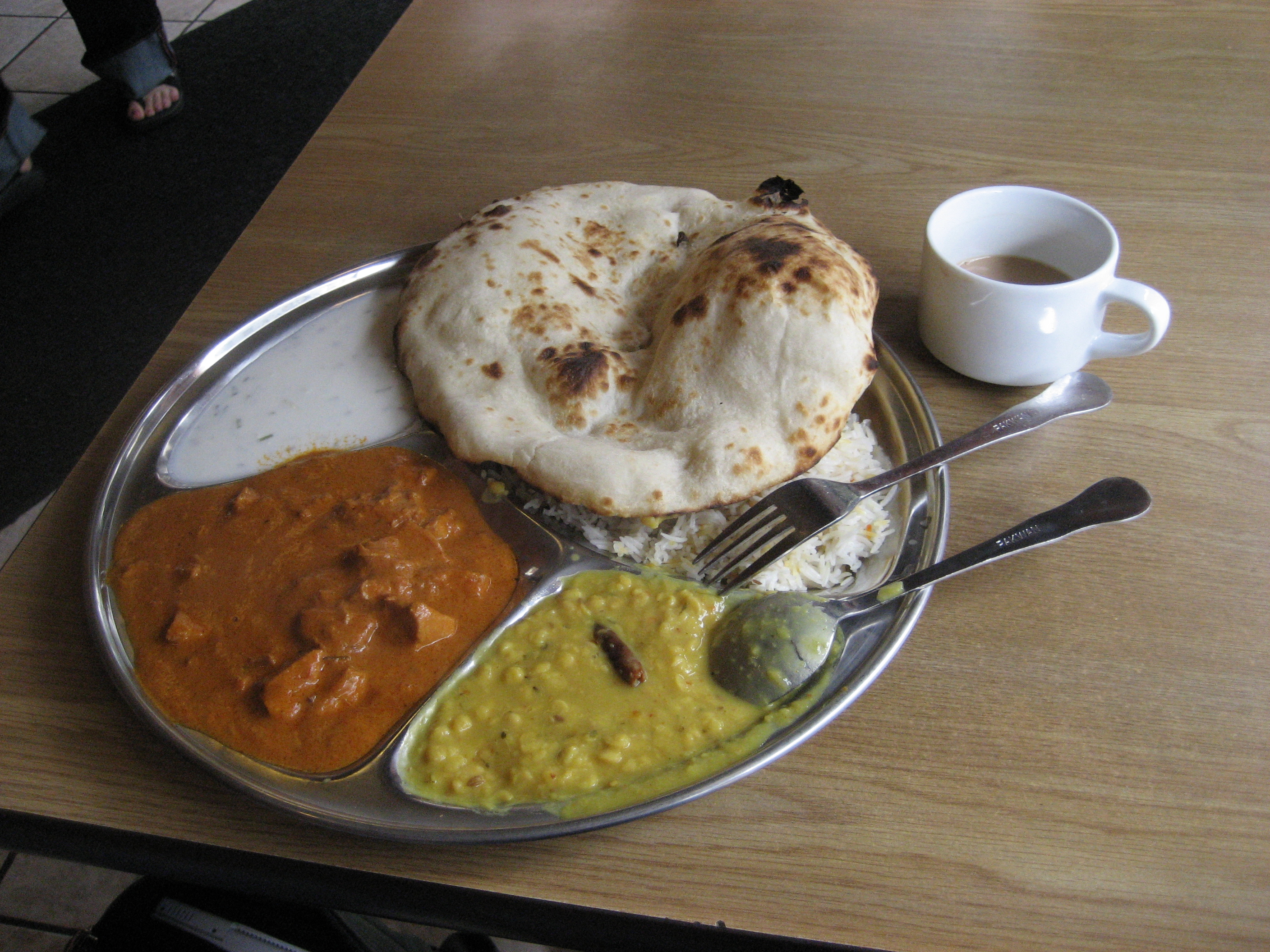
Tandoori roti servido com outros pratos em um restaurante indiano
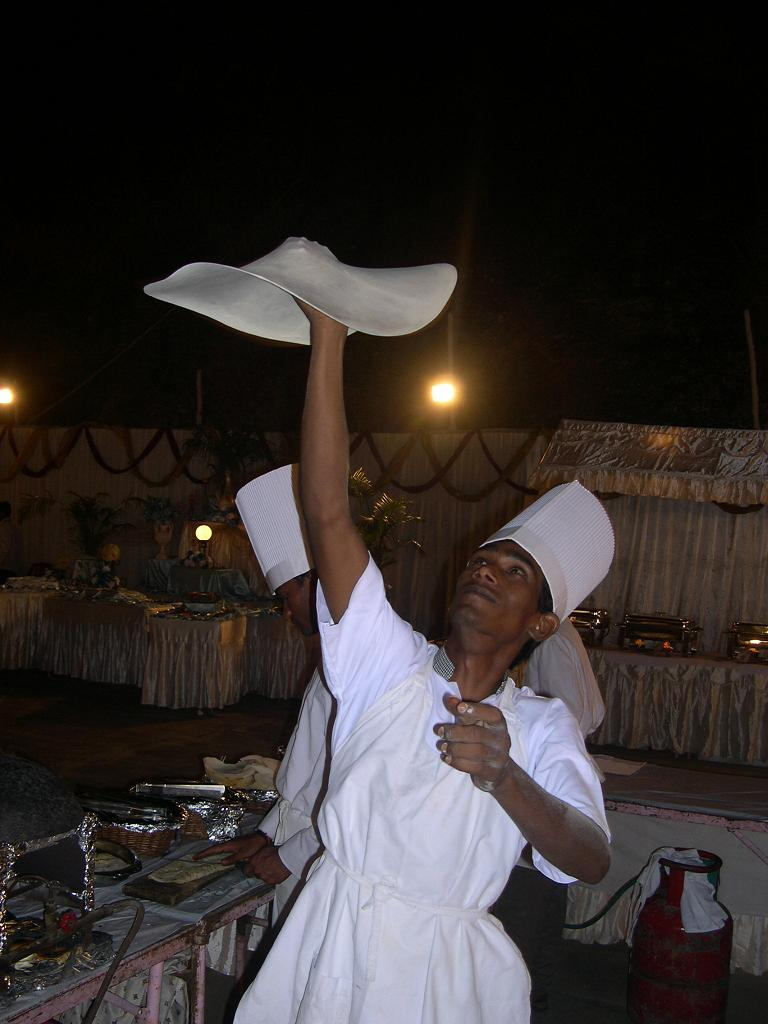
Um chef preparando rumali roti na Índia
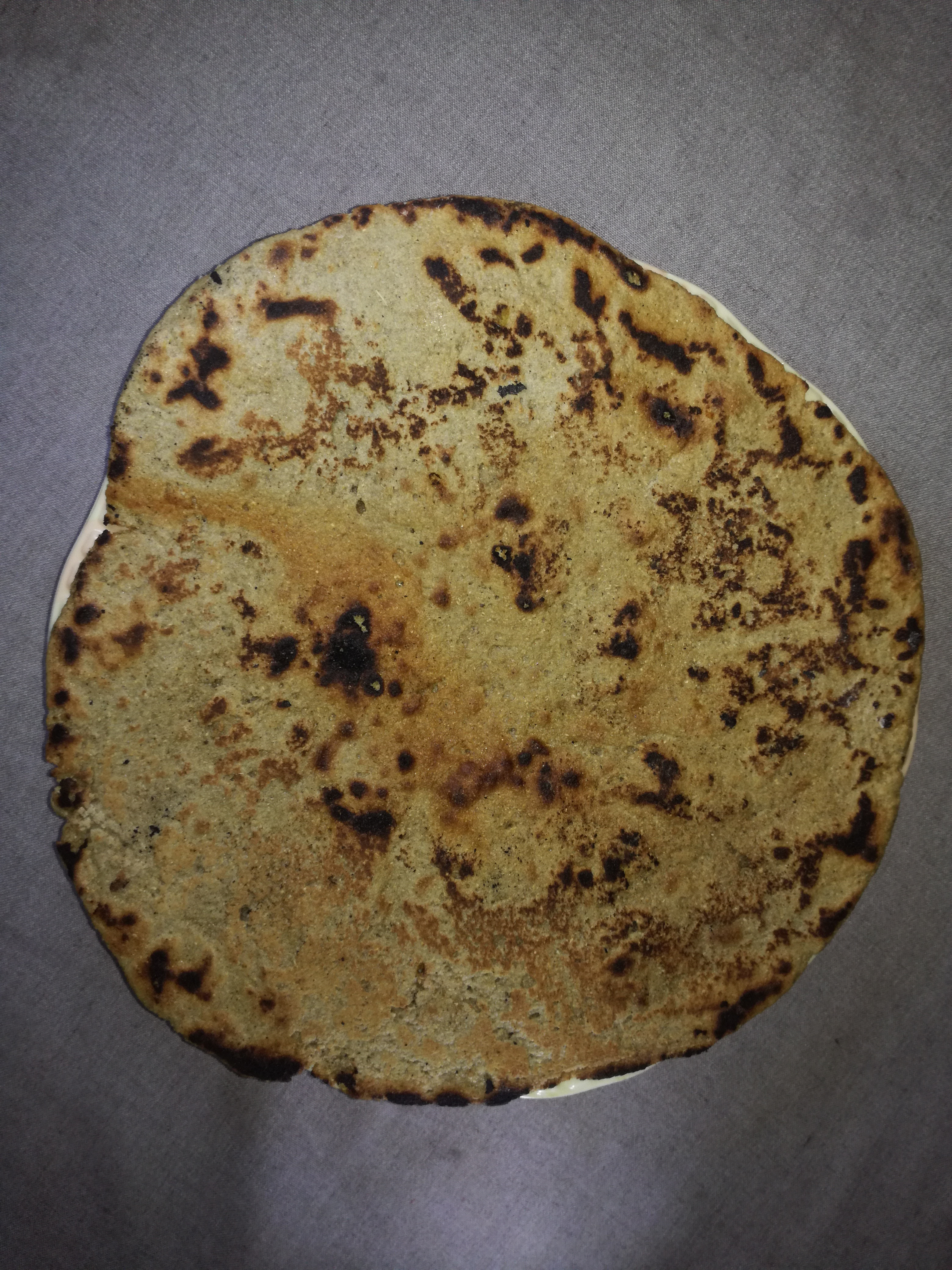
Bajhar ji maani (bajra roti) em Tharparkar, Sindh
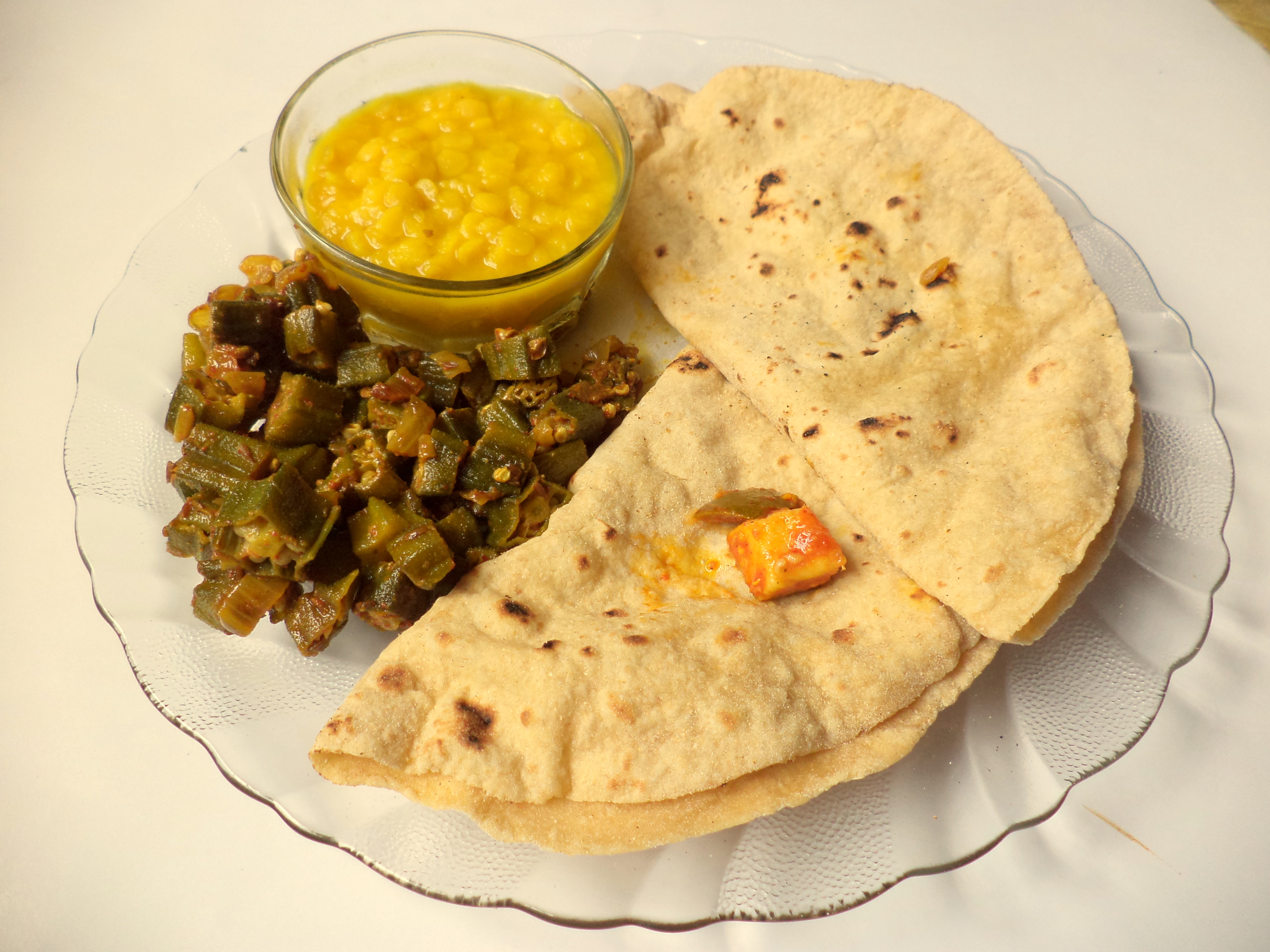
Legumes picantes servidos com rotis
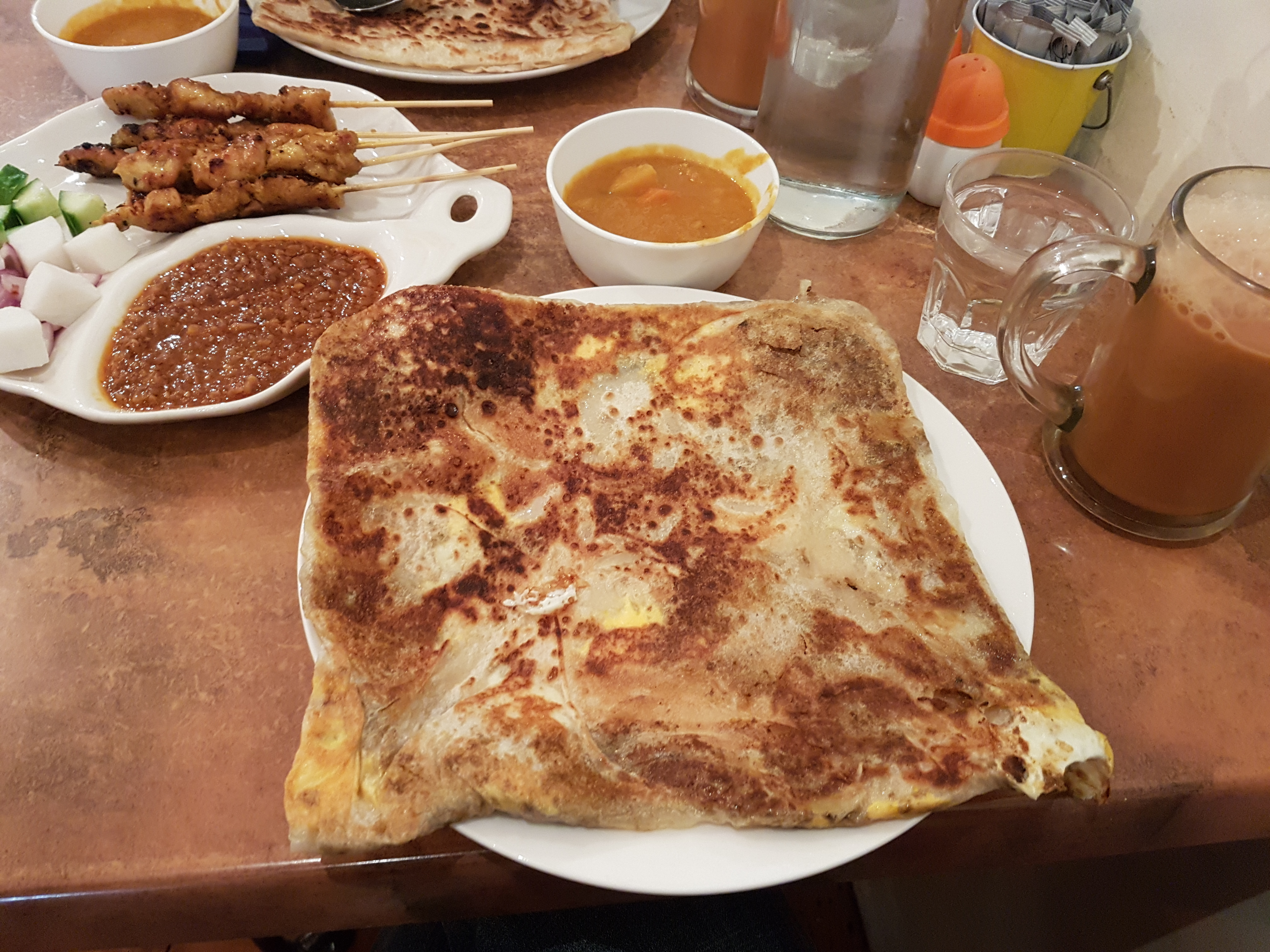
Roti recheado com bananas